# Großköchlham

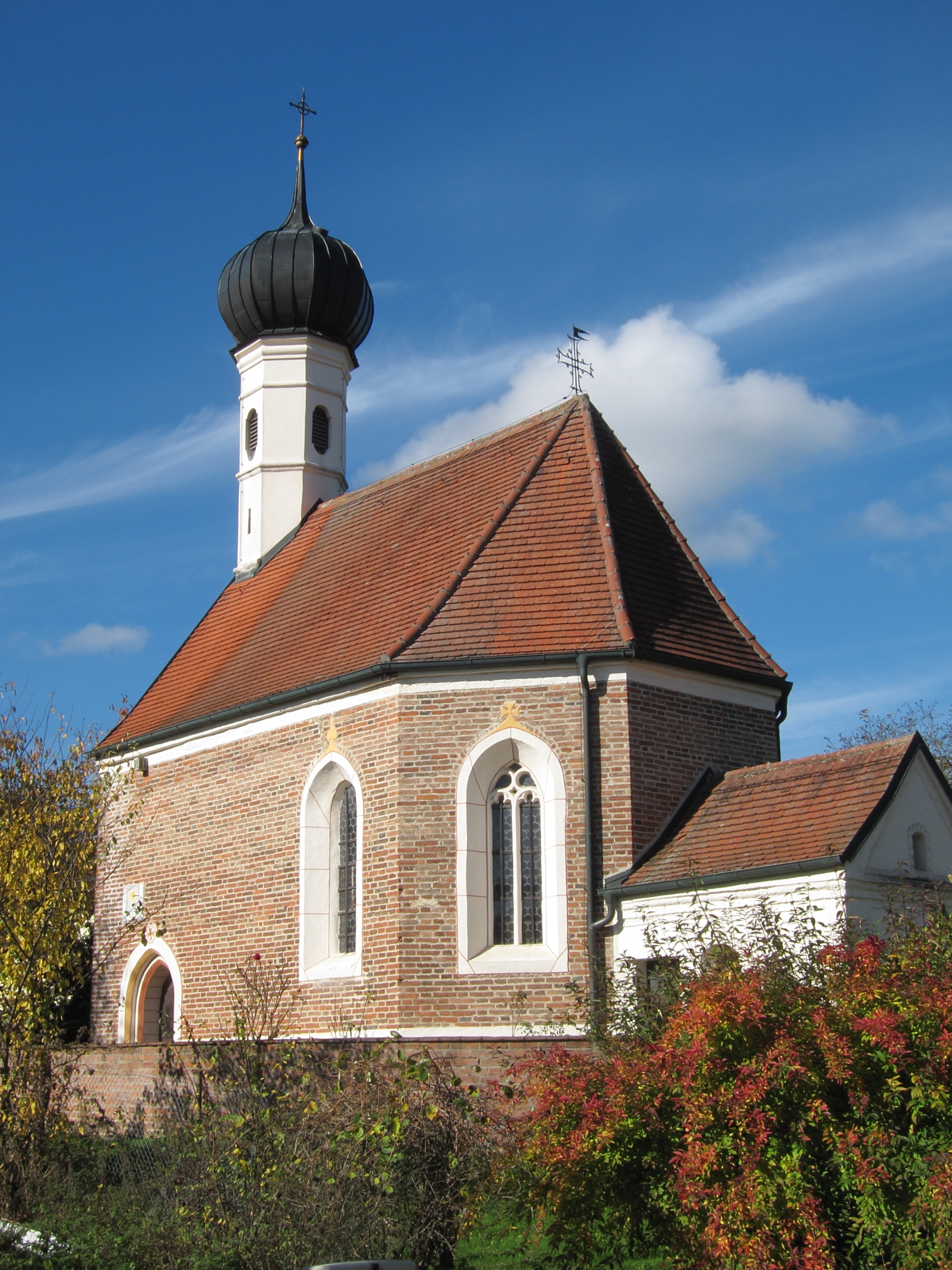
St. Valentin in Großköchlham

Großköchlham ist ein Weiler und Gemeindeteil der oberbayerischen Gemeinde Taufkirchen (Vils) im Landkreis Erding.
Der Ort liegt etwa fünf Kilometer westlich des Hauptortes. Großköchlham hatte im Jahr 2020 38 Einwohner.

## Sehenswürdigkeiten
- Katholische Filialkirche St. Valentin, erbaut um 1500